# سینماهای کارمایک
سینماهای کارمایک (انگلیسی: Carmike Cinemas) یک گروه سینمایی در کشور ایالات متحده آمریکا است.
این شرکت که در کلمبوس، جورجیا قرار دارد در سال ۱۹۸۲ میلادی تأسیس شده و مالک ۲۷۶ مجموعه سینمایی و ۲۹۵۴ سالن سینما می‌باشد. کارمایک چهارمین گروه سینمایی بزرگ در آمریکا است.
در ۴ مارس ۲۰۱۶ تئاترهای ای‌ام‌سی قصد خود برای خرید سینماهای کارمایک را اعلام کرد و این قرار در تاریخ ۲۱ دسامبر ۲۰۱۶ نهایی شد.

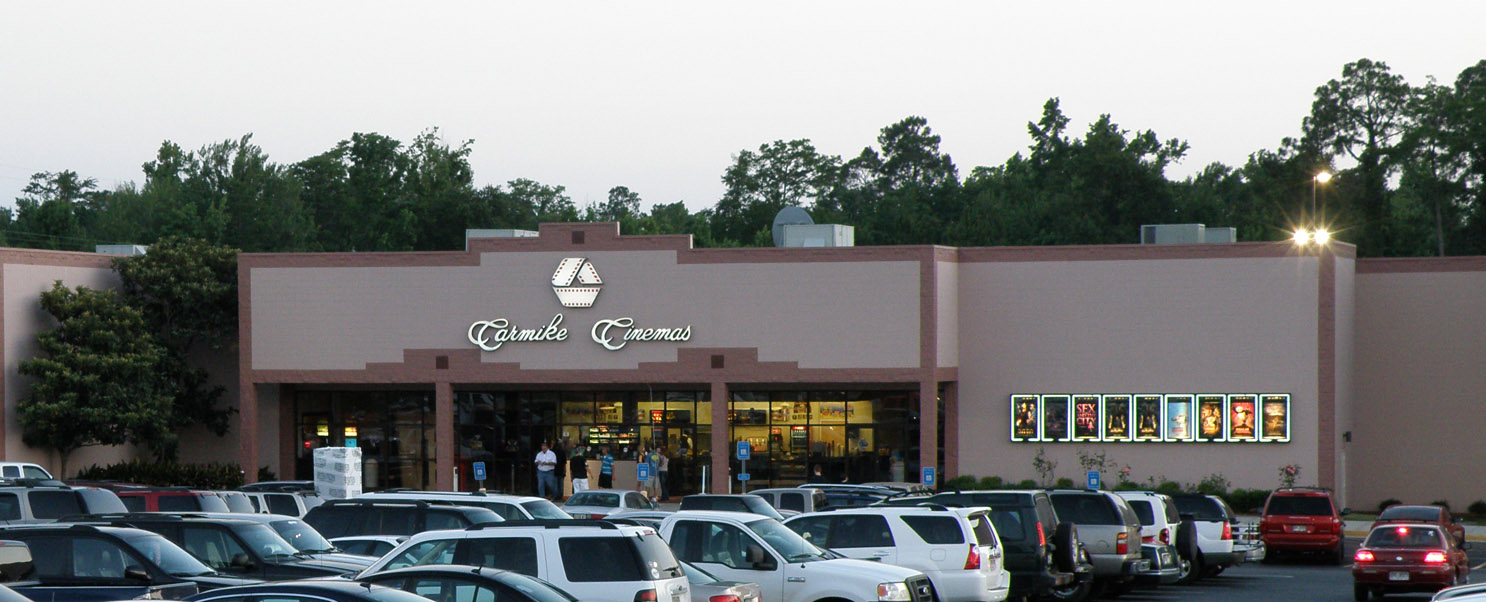
سینما کارمایک در استیسبرو، جورجیا